# برو تور 2008
برو تور 2008 (بالإنجليزية: 2008 UCI ProTour)‏ هو موسم من برو تور ‏، بدأ الموسم بسباق داون أندر 2008 في 22 يناير، وانتهى بسباق طواف بولندا في 14 سبتمبر، فاز بالمركز الأول أليخاندرو بالبيردي، وبالمركز الثاني داميانو كيونقو، وبالمركز الثالث أندرياس كلودن.

## السباقات
| تقويم الاتحاد الدولي للدراجات | تقويم الاتحاد الدولي للدراجات | تقويم الاتحاد الدولي للدراجات | تقويم الاتحاد الدولي للدراجات | تقويم الاتحاد الدولي للدراجات | تقويم الاتحاد الدولي للدراجات | تقويم الاتحاد الدولي للدراجات | تقويم الاتحاد الدولي للدراجات |
| التاريخ                       | #                             | السباق                        | الفائز                        | الثاني                        | الثالث                        |                               |                               |
| ----------------------------- | ----------------------------- | ----------------------------- | ----------------------------- | ----------------------------- | ----------------------------- | ----------------------------- | ----------------------------- |
| 22 – 27 يناير 2008            | 11                            | داون أندر                     | أندريه جريبيل                 | ألان ديفيس                    | خوسيه خواكين روخاس            |                               |                               |
| 6 أبريل                       | 15                            | طواف فلاندرز                  | ستيجن ديفولدير                | نيك نوينس                     | خوان أنطونيو فليتشا           |                               |                               |
| 07 – 12 أبريل 2008            | 6                             | طواف إقليم الباسك             | ألبيرتو كونتادور              | كاديل إفانز                   | توماس ديكر                    |                               |                               |
| 9 أبريل                       | 1                             | غنت-وفلجم                     | أوسكار فريري                  | أوريليان كلير                 | وتر ويلاندت                   |                               |                               |
| 20 أبريل                      | 9                             | سباق أمستل الذهبي             | داميانو كيونقو                | فرانك شليك                    | أليخاندرو بالبيردي            |                               |                               |
| 29 أبريل – 04 مايو 2008       | 3                             | طواف روماندي                  | أندرياس كلودن                 | رومان كريوزيجير               | ماركو بينوتي                  |                               |                               |
| 19 – 25 مايو 2008             | 12                            | فولتا كاتالونيا               | غوستافو سيزار                 | ريغوبيرتو أوران               | ريمي بوريول                   |                               |                               |
| 08 – 15 يونيو 2008            | 2                             | سباق دوفين للدراجات           | أليخاندرو بالبيردي            | كاديل إفانز                   | ليفي ليفيمير                  |                               |                               |
| 14 – 22 يونيو 2008            | 4                             | طواف سويسرا                   | رومان كريوزيجير               | أندرياس كلودن                 | إيغور أنطون                   |                               |                               |
| 2 أغسطس                       | 14                            | طواف سان سيباستيان            | أليخاندرو بالبيردي            | ألكسندر كولوبنيف              | دافيدي ريبلين                 |                               |                               |
| 20 – 27 أغسطس 2008            | 10                            | طواف إينكو                    | إيفان غوتيريز                 | Sébastien Rosseler ‏           | مايكل روجرز                   |                               |                               |
| 25 أغسطس                      | 5                             | جي بي واست-فرنسا              | بيريك فيدريجو                 | أليساندرو بلان                | ديفيد لوبيز                   |                               |                               |
| 29 أغسطس – 06 سبتمبر 2008     | 7                             | دويتشلاند تور                 | لينوس جيرديمان                | توماس لوفكفيست                | يانيز برايكوفيتش              |                               |                               |
| 7 سبتمبر                      | 13                            | أوروآيز الكلاسيكي             | روبي ماكوين                   | مارك رينشو                    | ألان ديفيس                    |                               |                               |
| 14 – 20 سبتمبر 2008           | 8                             | طواف بولندا                   | ينس فويجت                     | لارس باك                      | فرانكو بليزوتي                |                               |                               |
| 5 أكتوبر                      | 16                            | UCI ProTour Final Race ‏       | تم إلغاء السباق               |                               |                               |                               |                               |